# 19e étape du Tour de France 1996
Pour un article plus général, voir Tour de France 1996.
La 19e étape du Tour de France 1996 a eu lieu le 19 juillet 1996 entre la ville d'Hendaye et celle de Bordeaux sur une distance de 226,5 km. Elle a été remportée par le Français Frédéric Moncassin (Gan). Il l'emporte au sprint et devance l'Allemand Erik Zabel (Deutsche Telekom) et l'Italien Fabio Baldato (MG Boys Maglificio-Technogym). Arrivé dans le peloton, le Danois Bjarne Riis (Deutsche Telekom) conserve le maillot jaune de leader au terme de l'étape.

## Classement de l'étape
| \| Classement de l'étape \| Classement de l'étape \| Classement de l'étape \| Classement de l'étape \| Classement de l'étape \| \| Coureur \| Coureur \| Pays \| Équipe \| Temps \| \| --------------------- \| ------------------------ \| --------------------- \| --------------------------------- \| --------------------- \| \| 1er \| Frédéric Moncassin \| France \| Gan \| 5 h 25 min 11 s \| \| 2e \| Erik Zabel \| Allemagne \| Deutsche Telekom \| + 0 s \| \| 3e \| Fabio Baldato \| Italie \| MG Boys Maglificio-Technogym \| + 0 s \| \| 4e \| Djamolidine Abdoujaparov \| Ouzbekistan \| Refin-Mobilvetta \| + 0 s \| \| 5e \| Mariano Piccoli \| Italie \| Brescialat-Verynet \| + 0 s \| \| 6e \| Simone Biasci \| Italie \| Saeco-Estro-AS Juvenes San Marino \| + 0 s \| \| 7e \| Ivan Cerioli \| Italie \| Gewiss-Playbus \| + 0 s \| \| 8e \| Andreï Tchmil \| Ukraine \| Lotto-Isoglass \| + 0 s \| \| 9e \| Andrea Ferrigato \| Italie \| Roslotto-ZG Mobili \| + 0 s \| \| 10e \| Thierry Gouvenou \| France \| Aubervilliers 93-Peugeot \| + 0 s \| |                          |             |                                   |                 |
| |                          |             |                                   |                 |
| |                          |             |                                   |                 |
| Classement de l'étape |                          |             |                                   |                 |
| Coureur | Coureur                  | Pays        | Équipe                            | Temps           |
| 1er | Frédéric Moncassin       | France      | Gan                               | 5 h 25 min 11 s |
| 2e | Erik Zabel               | Allemagne   | Deutsche Telekom                  | + 0 s           |
| 3e | Fabio Baldato            | Italie      | MG Boys Maglificio-Technogym      | + 0 s           |
| 4e | Djamolidine Abdoujaparov | Ouzbekistan | Refin-Mobilvetta                  | + 0 s           |
| 5e | Mariano Piccoli          | Italie      | Brescialat-Verynet                | + 0 s           |
| 6e | Simone Biasci            | Italie      | Saeco-Estro-AS Juvenes San Marino | + 0 s           |
| 7e | Ivan Cerioli             | Italie      | Gewiss-Playbus                    | + 0 s           |
| 8e | Andreï Tchmil            | Ukraine     | Lotto-Isoglass                    | + 0 s           |
| 9e | Andrea Ferrigato         | Italie      | Roslotto-ZG Mobili                | + 0 s           |
| 10e | Thierry Gouvenou         | France      | Aubervilliers 93-Peugeot          | + 0 s           |

## Classement général
| \| Classement général \| Classement général \| Classement général \| Classement général \| Classement général \| \| Coureur \| Coureur \| Pays \| Équipe \| Temps \| \| ------------------ \| ------------------ \| ------------------ \| ------------------ \| ------------------ \| \| 1er \| Bjarne Riis \| Danemark \| Deutsche Telekom \| 91 h 08 min 43 s \| \| 2e \| Jan Ullrich \| Allemagne \| Deutsche Telekom \| + 3 min 59 s \| \| 3e \| Richard Virenque \| France \| Festina-Lotus \| + 4 min 25 s \| \| 4e \| Laurent Dufaux \| Suisse \| Festina-Lotus \| + 5 min 52 s \| \| 5e \| Peter Luttenberger \| Autriche \| Carrera Jeans \| + 6 min 19 s \| \| 6e \| Fernando Escartín \| Espagne \| Kelme-Artiach \| + 7 min 23 s \| \| 7e \| Piotr Ugrumov \| Lettonie \| Roslotto-ZG Mobili \| + 7 min 48 s \| \| 8e \| Luc Leblanc \| France \| Polti \| + 8 min 01 s \| \| 9e \| Abraham Olano \| Espagne \| Mapei-GB \| + 11 min 12 s \| \| 10e \| Tony Rominger \| Suisse \| Mapei-GB \| + 11 min 24 s \| |                    |           |                    |                  |
| |                    |           |                    |                  |
| |                    |           |                    |                  |
| Classement général |                    |           |                    |                  |
| Coureur | Coureur            | Pays      | Équipe             | Temps            |
| 1er | Bjarne Riis        | Danemark  | Deutsche Telekom   | 91 h 08 min 43 s |
| 2e | Jan Ullrich        | Allemagne | Deutsche Telekom   | + 3 min 59 s     |
| 3e | Richard Virenque   | France    | Festina-Lotus      | + 4 min 25 s     |
| 4e | Laurent Dufaux     | Suisse    | Festina-Lotus      | + 5 min 52 s     |
| 5e | Peter Luttenberger | Autriche  | Carrera Jeans      | + 6 min 19 s     |
| 6e | Fernando Escartín  | Espagne   | Kelme-Artiach      | + 7 min 23 s     |
| 7e | Piotr Ugrumov      | Lettonie  | Roslotto-ZG Mobili | + 7 min 48 s     |
| 8e | Luc Leblanc        | France    | Polti              | + 8 min 01 s     |
| 9e | Abraham Olano      | Espagne   | Mapei-GB           | + 11 min 12 s    |
| 10e | Tony Rominger      | Suisse    | Mapei-GB           | + 11 min 24 s    |

## Classements annexes
| Classement par points | Classement par points    | Classement par points | Classement par points        | Classement par points |
| Coureur               | Coureur                  | Pays                  | Équipe                       | Points                |
| --------------------- | ------------------------ | --------------------- | ---------------------------- | --------------------- |
| 1er                   | Erik Zabel               | Allemagne             | Deutsche Telekom             | 313 pts               |
| 2e                    | Frédéric Moncassin       | France                | Gan                          | 254 pts               |
| 3e                    | Fabio Baldato            | Italie                | MG Boys Maglificio-Technogym | 220 pts               |
| 4e                    | Djamolidine Abdoujaparov | Ouzbekistan           | Refin-Mobilvetta             | 180 pts               |
| 5e                    | Jeroen Blijlevens        | Pays-Bas              | TVM-Farm Frites              | 132 pts               |

| Classement par points | Classement par points    | Classement par points | Classement par points        | Classement par points |
| Coureur               | Coureur                  | Pays                  | Équipe                       | Points                |
| --------------------- | ------------------------ | --------------------- | ---------------------------- | --------------------- |
| 1er                   | Erik Zabel               | Allemagne             | Deutsche Telekom             | 313 pts               |
| 2e                    | Frédéric Moncassin       | France                | Gan                          | 254 pts               |
| 3e                    | Fabio Baldato            | Italie                | MG Boys Maglificio-Technogym | 220 pts               |
| 4e                    | Djamolidine Abdoujaparov | Ouzbekistan           | Refin-Mobilvetta             | 180 pts               |
| 5e                    | Jeroen Blijlevens        | Pays-Bas              | TVM-Farm Frites              | 132 pts               |

| Classement de la montagne | Classement de la montagne | Classement de la montagne | Classement de la montagne | Classement de la montagne |
| Coureur                   | Coureur                   | Pays                      | Équipe                    | Points                    |
| ------------------------- | ------------------------- | ------------------------- | ------------------------- | ------------------------- |
| 1er                       | Richard Virenque          | France                    | Festina-Lotus             | 383 pts                   |
| 2e                        | Bjarne Riis               | Danemark                  | Deutsche Telekom          | 274 pts                   |
| 3e                        | Laurent Dufaux            | Suisse                    | Festina-Lotus             | 176 pts                   |
| 4e                        | Laurent Brochard          | France                    | Festina-Lotus             | 168 pts                   |
| 5e                        | Luc Leblanc               | France                    | Polti                     | 158 pts                   |

| Classement de la montagne | Classement de la montagne | Classement de la montagne | Classement de la montagne | Classement de la montagne |
| Coureur                   | Coureur                   | Pays                      | Équipe                    | Points                    |
| ------------------------- | ------------------------- | ------------------------- | ------------------------- | ------------------------- |
| 1er                       | Richard Virenque          | France                    | Festina-Lotus             | 383 pts                   |
| 2e                        | Bjarne Riis               | Danemark                  | Deutsche Telekom          | 274 pts                   |
| 3e                        | Laurent Dufaux            | Suisse                    | Festina-Lotus             | 176 pts                   |
| 4e                        | Laurent Brochard          | France                    | Festina-Lotus             | 168 pts                   |
| 5e                        | Luc Leblanc               | France                    | Polti                     | 158 pts                   |

| Classement du meilleur jeune | Classement du meilleur jeune | Classement du meilleur jeune | Classement du meilleur jeune | Classement du meilleur jeune |
| Coureur                      | Coureur                      | Pays                         | Équipe                       | Temps                        |
| ---------------------------- | ---------------------------- | ---------------------------- | ---------------------------- | ---------------------------- |
| 1er                          | Jan Ullrich                  | Allemagne                    | Deutsche Telekom             | 91 h 12 min 42 s             |
| 2e                           | Peter Luttenberger           | Autriche                     | Carrera Jeans                | + 2 min 20 s                 |
| 3e                           | Leonardo Piepoli             | Italie                       | Refin-Mobilvetta             | + 15 min 32 s                |
| 4e                           | Manuel Fernández Ginés       | Espagne                      | Mapei-GB                     | + 17 min 28 s                |
| 5e                           | José Luis Arrieta            | Espagne                      | Banesto                      | + 17 min 28 s                |

| Classement du meilleur jeune | Classement du meilleur jeune | Classement du meilleur jeune | Classement du meilleur jeune | Classement du meilleur jeune |
| Coureur                      | Coureur                      | Pays                         | Équipe                       | Temps                        |
| ---------------------------- | ---------------------------- | ---------------------------- | ---------------------------- | ---------------------------- |
| 1er                          | Jan Ullrich                  | Allemagne                    | Deutsche Telekom             | 91 h 12 min 42 s             |
| 2e                           | Peter Luttenberger           | Autriche                     | Carrera Jeans                | + 2 min 20 s                 |
| 3e                           | Leonardo Piepoli             | Italie                       | Refin-Mobilvetta             | + 15 min 32 s                |
| 4e                           | Manuel Fernández Ginés       | Espagne                      | Mapei-GB                     | + 17 min 28 s                |
| 5e                           | José Luis Arrieta            | Espagne                      | Banesto                      | + 17 min 28 s                |

| Classement par équipes | Classement par équipes | Classement par équipes | Classement par équipes |
| Équipe                 | Équipe                 | Pays                   | Temps                  |
| ---------------------- | ---------------------- | ---------------------- | ---------------------- |
| 1re                    | Festina-Lotus          | France                 | 273 h 19 min 49 s      |
| 2e                     | Deutsche Telekom       | Allemagne              | + 15 min 33 s          |
| 3e                     | Mapei-GB               | Italie                 | + 48 min 14 s          |
| 4e                     | Roslotto-ZG Mobili     | Italie                 | + 1 h 14 min 16 s      |
| 5e                     | ONCE                   | Espagne                | + 1 h 30 min 37 s      |

| Classement par équipes | Classement par équipes | Classement par équipes | Classement par équipes |
| Équipe                 | Équipe                 | Pays                   | Temps                  |
| ---------------------- | ---------------------- | ---------------------- | ---------------------- |
| 1re                    | Festina-Lotus          | France                 | 273 h 19 min 49 s      |
| 2e                     | Deutsche Telekom       | Allemagne              | + 15 min 33 s          |
| 3e                     | Mapei-GB               | Italie                 | + 48 min 14 s          |
| 4e                     | Roslotto-ZG Mobili     | Italie                 | + 1 h 14 min 16 s      |
| 5e                     | ONCE                   | Espagne                | + 1 h 30 min 37 s      |